# Stephanocereus leucostele
Stephanocereus leucostele (Gürke) A.Berger è una pianta della famiglia delle Cactacee, endemica del Brasile. È l'unica specie nota del genere Stephanocereus.